# Théodore Bernex
Pour les articles homonymes, voir Bernex.
Antoine Théodore Bernex, né le 21 mars 1813 à Marseille et mort dans la même ville le 9 décembre 1889, est un ingénieur français qui fut maire de Marseille du 27 juillet 1864 au mois de septembre 1870.

## Biographie
Théodore Bernex est le second fils d'Anthelme Bernex (1777-1848), d'une famille originaire du Bugey, et d'Anne Marie Eudoxie Philippon, fille d’un riche fabricant de papiers peints dont les magasins se situaient rue Paradis (ce qui explique qu'on appelle parfois son père "Bernex-Philippon"). Il exerce la profession d'ingénieur civil en 1841. 
Au début de sa carrière, il travaille dans la fabrication de papiers peints, puis, celle-ci déclinant, il soutient le gigantesque projet d’aménagement de l’avenue du Prado conçu par son père (qui y laissera une partie de sa fortune), et lance enfin une compagnie d'assurances, Le Midi. Conseiller municipal dès 1858, il contribue à la transformation de Marseille (percement de la rue Impériale, actuellement Rue de la République, construction de la caserne Saint-Charles, transformation de la rue Noailles, etc.).
En 1864, il est nommé maire de Marseille, ce qui lui donne l'occasion de poursuivre sa politique de grands travaux urbanistiques (prolongement de la rue Paradis jusqu'au Prado, élargissement d'une trentaine de rues, achèvement du Palais Longchamp par les soins de l'architecte Espérandieu). Sa gestion est parfois critiquée car, propriétaire de terrains, on l’accuse de spéculation immobilière, mais sa généreuse conduite durant l'épidémie de choléra des années 1866-1867 lui vaut d'être décoré de la Légion d'honneur et fait officier de l'ordre des Saint-Maurice-et-Lazare. Resté fidèle à l'Empire, il se retire tout à fait de la vie politique à la chute de Napoléon III. 
Il décède le 9 décembre 1889 à son domicile, no 1 du boulevard Montricher. Son nom a été donné à un boulevard du 8e arrondissement, tandis que celui de son père a été attribué à une rue du 1er arrondissement.
Théodore Bernex est le beau-père de l'officier de marine et explorateur colonial Oscar Desnouy.